# Frosta härads hembygdsförening
Frosta härads hembygdsförening är en ideell förening som har till uppgift att främja hembygdsvård och hembygdsforskning i Frosta härad. Sedan 1954 ger föreningen ut årsskriften Frostabygden.

## Historik
Frosta härads hembygdsförening bildades 31 maj 1931 på Stora Hotellet i Hörby. I den första styrelsen ingick:
- Arvid Bengtsson, kyrkoherde, Fulltofta församling, ordförande
- Nils Ludvig Olsson, folkskollärare, Höör
- Lilly Håkansson, Höör
- Harald Wiens, kansliråd, Löberöd
- Ivar Säfstrand, direktör, Hörby
- Otto Nilsson, kyrkvärd, Fulltofta kyrka
- Per Lundberg (son till Ola Lundberg), lantbrukare, Svensköp
- Bengta Persson, Löberöd
- Gerhard Svärd, lantbrukare, Norra Rörum
- Ernst Frostin, komminister, Holmby
- Ellen Fridolin, Hörby

## Ekonomiska bidrag och engagemang
- Donationshuset, Harlösa
- Brydestuan, Svensköp
- Brydestuan, Ella by, Tjörnarp
- Bron, Rövarekulan
- Fogdarps pumphus
- Sågmöllan, Stockamöllan
- Hagstadstugan, ryggåsstuga vid Frostavallen
- Hembygdsstugan, ryggåsstuga i Hörby

## Ordförande
- 1931-???? - Arvid Bengtsson
- 1952-1956 - Erik Trolle
- 1989-1997 - Carl-Axel Trolle
- ????-2014 - Lars Sjöstedt
- 2014- Ellna Fride Andersson